# StarChase
StarChase je trgovsko ime manj nevarnega sistema označevanja vozil, ki je bil razvit že leta 2006, da bi označil pobeglo vozilo, ter s tem nudilo pomoč policistom pri njegovem iskanju. Sestavni deli so: oznaka, majhen izstrelek s koncem, ki je prekrit z lepilom, ki vsebuje sledilec GPS in oddajnik, ki ga izstreli naprava na stisnejn zrak na prednji rešetki policijskega avtomobila. 
Sistem je bil razvit, da bi zmanjšali število prekrškov, ki so povzročeni pri velikih hitrostih pobeglega vozila in imajo za posledico številne prometne nezgode. 
Po izstrelitvi sistema v zasledovano vozilo sistem začne oddajati svoj položaj v sprejemni center. Izsleditev vozila, tudi brez podpore iz zraka, zdaj postane stvar strateškega načrtovanja, namesto zgolj zasledovanja in prestrezanja. Sistem StarChase je od sredine leta 2013 uporabljal oddelek za javno varnost v Arizoni,  Oddelek za šerifa v Los Angelesu, policijski oddelek v Austinu  in številne druge agencije po vsem svetu, kot so provincialna policija Ontario 